# China Yangtze Power
China Yangtze Power (CYPC) ist ein chinesisches Unternehmen mit Firmensitz in Peking. Das Unternehmen war im Aktienindex SSE 50 an der Shanghai Stock Exchange gelistet.
Das Unternehmen produziert und verkauft Energie an seine Kunden. China Yangtze Power wurde am 4. November 2002 gegründet und wurde am 18. November 2003 an die Börse gebracht. China Yangtze Power entstand aus einer Kooperation der chinesischen Unternehmen Haneng Power International, China National Nuclear, China National Petroleum, Gezhouba Water Resources und Hydropower Engineering Group sowie des Changjiang Institute of Survey, Planning, Design and Research. 
Das Unternehmen ist Betreiber des Wasserkraftwerkes Gezhouba Power Station und des Drei-Schluchten-Damms am Jangtsekiang.